# Trichosalpinx solomonii
Trichosalpinx solomonii är en orkidéart som beskrevs av Carlyle August Luer. Trichosalpinx solomonii ingår i släktet Trichosalpinx och familjen orkidéer. Inga underarter finns listade i Catalogue of Life.